# Orana
Orana este un gen de molii din familia Lymantriinae.

## Specii
- Orana delicata Griveaud, 1977
- Orana grammodes (Hering, 1926)
- Orana palea Griveaud, 1977